# Adelomyrmex
Adelomyrmex – rodzaj mrówek z podrodziny Myrmicinae. Został opisany przez Fernandeza w 2003.

## Gatunki
- Adelomyrmex biroi (Emery, 1897)
- Adelomyrmex hirsutus (Mann, 1921)
- Adelomyrmex myops (Wheeler, 1910)
- Adelomyrmex samoanus (Wilson & Taylor, 1967)
- Adelomyrmex silvestrii (Menozzi, 1931)
- Adelomyrmex tristani (Menozzi, 1931)